# Gornje Podotočje
Gornje Podotočje is een plaats in de gemeente Velika Gorica in de Kroatische provincie Zagreb. De plaats telt 294 inwoners (2001).